# 小行星12162
小行星12162（12162 Bilderdijk）是一颗绕太阳运转的小行星，为主小行星带小行星。该小行星于1973年9月19日发现。

## 轨道参数
小行星12162的轨道半长轴为395 632 205 km，2.6446003 UA，离心率为0.163。